# Другая Россия Э. В. Лимонова
Друга́я Росси́я Э. В. Лимо́нова (до 2020 года Друга́я Росси́я) — российская политическая партия. Учреждена 10 июля 2010 года на съезде в Москве членами Национал-большевистской партии. 21 января 2011 года партии было отказано в официальной регистрации.
Члены партии на современном политическом жаргоне именуются «лимоновцами» или «нацболами».

## Идеология
Основная статья: Национал-большевизм
Как утверждают члены партии, национал-большевизм является синтезом национальной и социальной справедливости.
Экономически нацболы выступают за смешанную экономику с сильной социальной составляющей, за национализацию стратегических отраслей промышленности, введение прогрессивного налога и пересмотр итогов приватизации 90-х годов.
В плане внешней политики национал-большевики поддерживают имперское доминирование, крайний антиглобализм и антиамериканизм. Одну из угроз России нацболы также видят в Китае. Лучшим решением в противодействии ему они видят перенос столицы в Южную Сибирь.

## Тактика
Нацболы считают, что нарушение КоАП РФ на акциях прямого действия обусловлено фактической невозможностью действовать санкционировано в условиях полицейского государства. Нарушение УК РФ на акциях нацболы не признают и считают уголовные дела против их соратников сфабрикованными. Нацболы не исключают нарушение УК РФ в случае чрезвычайной ситуации, когда он уже будет открыто нарушаться государством. Отсюда обвинение в экстремизме. По мнению нацболов, экстремистами являются не они, а полицейское государство РФ.
Прямое действие / Акция прямого действия — «захват» административного здания с политическими требованиями, до исполнения которых «захватчики» не уходят, «атака» на административное здание, срывы пресс-конференций.
Стратегия-31/«Верни Своё!» — с 2009 по 2014 год проводилась каждое 31 число на Триумфальной площади как акция в защиту 31 статьи конституции и свободы собраний. С 2014 года была посвящена теме войны на Донбассе. В настоящее время проходит у памятника героям революции 1905 г. как акция за пересмотр итогов приватизации.
В мае 2018 после отказа администрации Москвы согласовать мероприятие, нацболы снова вышли на Триумфальную площадь, растянули баннер «Запрещается запрещать!» и провели выступление перед прохожими. По итогам акции все участники были задержаны
День Русской Нации — митинги и шествия в честь годовщины Ледового Побоища.
Марш «Антикапитализм» — ежегодная акция, постоянными участниками которой являются нацболы
Другие акции — агитационные пикеты, митинги, шествия.

## История

### 1994—2010, НБП
Основная статья: Национал-большевистская партия
28 ноября 1994 года, в день выхода первого номера газеты «Лимонка» писателем Эдуардом Лимоновым, музыкантом Егором Летовым и философом Александром Дугиным была основана Национал-большевистская партия (хотя формально она была учреждена ещё 1 мая 1993 года). За ними к НБП примкнуло тогда большое количество представителей контркультуры. В частности, музыкант Сергей Курехин. Первые три года Национал-большевистская партия действовала не как политическая организация, а просто как сообщество людей с андерграундными взглядами на политику, экономику и искусство. Летов и Лимонов совместно создавали рок-движение «Русский Прорыв».
За период с 1997 по 2000-е нацболы провели сотни так называемых акций «прямого действия» на территории России и постсоветского пространства. В 2001 году лидер партии Эдуард Лимонов был арестован по обвинению в терроризме и осуждён за незаконное хранение оружия. Вплоть до выхода Лимонова из тюрьмы в 2003 году фактическое руководство партии осуществлял Анатолий Тишин.
19 апреля 2007 года Мосгорсуд в порядке ст. 7 и 9 Федерального закона «О противодействии экстремистской деятельности» признал экстремистской общественную организацию «национал-большевистская партия», осуществляющую деятельность без образования юридического лица и запретил её деятельность на территории РФ
После запрещения Национал-Большевистской Партии в апреле 2007 года нацболы продолжили действовать в рамках коалиции «Другая Россия»

### 2010 год
- 29 июня 2010 года Эдуард Лимонов в интервью агентству «Интерфакс» заявил, что 10 июля пройдёт учредительный съезд партии «Другая Россия», создаваемой на базе одноимённой коалиции «с целью участия в ближайших парламентских выборах»[3].

Коалиция «Другая Россия» давно не работает. За полтора года ни разу не собирался её исполком. Мы считаем себя наследниками этого бренда… 10 июля в Москве у нас съезд, будем подавать документы на регистрацию партии. Захочет власть, чтобы нас зарегистрировали или нет — это будет камнем преткновения.

- 9 июля 2010 года на пресс-конференции Лимонов озвучил некоторые планы создаваемой партии[4][5].

В течение шести месяцев мы наберём личный состав политической организации и обратимся в Министерство юстиции, которое практически стопроцентно нас не зарегистрирует. Ну, всякое бывает. Может быть, что-то произойдет в российской внутренней политике. Вдруг через 6 месяцев после 10 июля нас и зарегистрируют? Но мы на это на всякий случай не рассчитываем. Какова наша «Стратегия-2011»? Она достаточно проста. Мы как бы открываем второй фронт. Первый фронт у нас по 31-м числам на Триумфальной. Гражданское сопротивление мы наладили. Это стало традицией. Теперь мы надеемся таким же образом поднять людей на политическое сопротивление. «Стратегия-2011» состоит в том, чтобы, наконец, в рамках закона «восстать» против монополии на власть, которую он же себе и присвоила. У нас никогда не было демократических выборов. Этому надо положить конец. Разумеется, в рамках закона гражданам нужно оказывать давление на власть… Мы будем требовать отмены регистрации политических организаций, отмены закона о выборах, будем оказывать давление — это будет выглядеть подобно тому, что происходит на Триумфальной площади, такое политическое сопротивление.

Сейчас оппозиция растеряна. Опыта борьбы с камуфлированной, как я её называю, демократией ни у кого нет. И это понятно. Люди растеряны, не знают, как поступать. А мы хотим создать прецедент политического давления — отказаться далее играть по этим правилам. Неуклонно, всеми доступными гражданам способами, оказывать давление на власть, чтобы монополия была прекращена. И мы будем первыми, авангардом этого движения.

Мы отказываемся подчиняться диктату регистрации. Мы считаем, что Минюст и Центральная избирательная комиссия не должны иметь таких огромных прав что-либо запрещать. Этот контроль незаконен, нигде подобного нет. Минюст очень произвольно распоряжается политической жизнью страны.

Программу партии нельзя четко охарактеризовать как правую или левую. Разумная неидеологическая программа, там есть и левые, и правые темы. Назовем её в таком случае центристской. Мы очень хотим понравиться людям. В программе есть пункты о дешёвом жилье, к примеру.

#### Учредительный съезд общероссийской партии «Другая Россия»
10 июля 2010 года в Москве в гостинице Измайлово прошел учредительный съезд партии. На нём присутствовало 150 делегатов из 50 регионов, все делегаты были приняты в члены партии. На съезде был избран исполнительный комитет, счётная, мандатная и контрольно-дивизионная комиссии и уполномоченный для регистрации партии. Председателем исполкома на безальтернативной основе стал Эдуард Лимонов. Практически единогласно были приняты устав и программа партии. Съезд прошел без происшествий, однако у входа в гостиничный комплекс несколько активистов движения «Наши» провели пикет, держа в руках плакаты со стрелкой и надписью: «Учредительная конференция фашистской партии».

Фактически партия создана. На учредительном съезде присутствовали 150 делегатов из 50 регионов, и все они единогласно проголосовали за её создание (видео (недоступная ссылка)). Все они были приняты в неё. Таким образом, в настоящий момент завершилась формальная часть создания новой партии. В случае, если партия не будет зарегистрирована, [мы организуем] политическое сопротивление. Мы считаем, что велик шанс того, что нам откажут в регистрации, если так и будет, мы готовы к новому сопротивлению, только уже не гражданскому, а политическому в рамках новой «Стратегии-2011».
— Член исполнительного комитета партии «Другая Россия» Александр Аверин

#### Подача документов на регистрацию партии в Министерство Юстиции
20 декабря 2010 года Александр Аверин и Эдуард Лимонов подали документы в Минюст. Спустя более месяца в регистрации им было отказано, по причине несоответствия устава партии федеральному закону «о политических партиях», однако устав ДР полностью повторяет текст устава КПРФ. Эдуард Лимонов также заметил, что дата и номер на уведомлении об отказе — сфальсифицированы. Партия считает отказ в регистрации сугубо политическим. Отказ будет опротестован в суде, но если партия не будет зарегистрирована, она всё равно попытается принять участие в парламентских выборах 2011 года.

### Смерть Эдуарда Лимонова. Переименование партии
Эдуард Лимонов скончался 17 марта 2020 года в Москве. 26 сентября 2020 года «Другая Россия» была реорганизована и сменила название на «Другая Россия Э. В. Лимонова» в честь умершего основателя.

## Стратегия

### Первый фронт: гражданское сопротивление (2009—)

#### Стратегия-31 (январь 2009—)
Национал-большевики под руководством Эдуарда Лимонова были инициаторами и первыми участниками впоследствии общепринятой оппозицией Стратегии-31. Требование о свободе собраний в предвыборный период в России связано с опротестованием фальсификации предстоящих выборов. 31 октября 2010 года лимоновцы вышли на очередной несанкционированный митинг, характеризованный протестом против действий Алексеевой по одностороннему согласованию митинга ранее не бывших организаторами Стратегии-31 правозащитников. Алексеевой было предложено вернуться в Стратегию-31 на 31 декабря 2010 года, но она дважды отказалась: 9 и 24 ноября. В январе Лимонов предложил убрать лидеров политических партий из списка заявителей, в том числе высказал готовность сам оттуда выйти.

### Второй фронт[9]: политическое сопротивление (2010—2012)

#### Стратегия-2011 (или «Оппозиция-2011»[10])
Эдуард Лимонов призвал оппозицию участвовать в парламентских выборах 2011 года, несмотря на возможный отказ Минюста в регистрации политических партий. Для этого он предлагает подавать партийные списки прямо в Центризбирком, добиваясь тем самым отмены практики регистрации партий (для участия в выборах им её не потребуется). Цель — поэтапно добиться:
1. Регистрация (необязательный для выполнения этап)
2. Участие в выборах
3. Опротестование фальсификации их итогов
4. Пересчёт голосов
5. Победа оппозиционной коалиции

##### Комитет национального спасения
23 мая 2011 года Эдуардом Лимоновым было объявлено о создании Комитета национального спасения, к которому присоединились три незарегистрированные партии — «Другая Россия», РОТ фронт и «Родина: здравый смысл». Однако с тех пор этот комитет бездействовал.

#### Лимонов-2012
Лимонов декларировал намерение баллотироваться кандидатом от всей оппозиции на президентских выборах 2012 года, дабы создать конфликт между властью и обществом вокруг опротестования их итогов.

## Преследования
Преследования некоторых активистов «Другой России» в основном оправдываются подозрением в их участии в продолжении деятельности запрещённой Национал-большевистской партии.
19 сентября 2010 г. Следственным управлением Следственного комитета при прокуратуре РФ по Астраханской области в отношении Александра Токарева возбуждено уголовное дело по статье 319 УК РФ — «Оскорбление представителя власти».
8 октября 2010 г. во Владивостоке прошли обыски у двоих активистов партии «Другая Россия»: Александра Курова, Игоря Попова. Обыски проводились сотрудниками Центра по противодействию экстремизму при УВД ПК. В отношении Игоря Попова и Александра Курова возбуждены уголовные дела по статье 282 УК РФ — «участие в деятельности запрещенной организации».
В начале ноября в течение нескольких дней в квартирах петербургских активистов «Другой России» прошли обыски в рамках уголовного дела по ч. 1 ст. 282.2 УК РФ («Организация экстремистского сообщества») и по ч. 2 данной статьи («Участие в деятельности экстремистского сообщества»). Обвинения предъявлены пяти членам организации: Андрею Дмитриеву, Андрею Песоцкому, Александру Яшину, Игорю Бойкову и Олегу Петрову.
1 ноября 2010 г. Антон Лукин был осужден по ч. 1 ст. 282 («Разжигание социальной и межнациональной розни») и ч. 2 ст. 282.2 УК РФ («Участие в деятельности экстремистской организации») на полтора года лишения свободы условно с двумя годами испытательного срока.
2 ноября 2010 г. в квартире, где проживает член исполкома воронежского отделения «Другой России» Максим Амбурцев, прошел обыск, который провели сотрудники Центра «Э» ГУВД по Воронежской области.
3 ноября 2010 г. в квартиру председателя исполкома регионального оренбургского отделения политической партии «Другая Россия» Даниила Суркова пытались проникнуть сотрудники милиции и сотрудники Центра «Э» в штатском. После мотивированного отказа последние попытались взломать дверь.
3 ноября 2010 г. в Октябрьском районном суде Барнаула завершился процесс по делу Дмитрия Бычкова. Активист обвинялся в участии в деятельности запрещённой судом общественной организации (ч. 2 ст. 282.2 УК РФ) и незаконное приобретение и хранение взрывного устройства (ч. 1 ст. 222). Приговор два года и три месяца условно.
7 ноября 2010 г. в Мурманске в отношении администратора неофициального форума сторонников «Другой России» было заведено дело по ст.20.29 КоАП РФ («Производство и распространение экстремистских материалов»).
9 ноября 2010 г. в Нижней Туре был вызван на допрос активист «Другой России» Артем Пономарев. В отделении милиции ему заявили, что ФСБ обеспокоено его политической деятельностью, и требуют поставить политического активиста на учёт как «экстремиста». В данный момент Артем является несовершеннолетним.
15 ноября 2010 г. в Волгограде сотрудниками Центра по борьбе с экстремизмом задержаны два активиста «Другой России». Одного из активистов, несовершеннолетнего Юрия Соболева, избили в здание ЦПЭ, а также изъяли фотоаппарат.
19 ноября 2010 г. в Череповце активиста «Другой России» Михаила Галунова вызвали в Центр «Э», для дачи объяснений по поводу листовок, подписанных «Другой Россией» и расклеенных в городе.
30 января 2011 г. после событий на Манежной площади в Москве был арестован активист «Другой России» Игорь Березюк (гражданин Белоруссии). Ему были предъявлены обвинения по статьям 212 (Массовые беспорядки), 318 (Применение насилия в отношении представителя власти) и 282 (Возбуждение ненависти либо вражды) УК РФ. «Другая Россия» считает Березюка политзаключенным.
В июле 2011 г. в Тверской районный суд Москвы было направлено судом дело по обвинению Игоря Березюка, активистов «Другой России» Кирилла Унчука и Руслан Хубаева, а также Леонида Панин и Александра Козевина. Березюку было предъявлено обвинение в призывах к массовым беспорядкам (часть 3 статьи 212 УК РФ), хулиганстве (часть 2 статьи 213), возбуждении ненависти или вражды (части 1 статьи 282), применении насилия в отношении представителя власти (части 2 статьи 318) и вовлечении несовершеннолетнего в совершение преступления (часть 4 статьи 150). Хубаев, Унчук, Панин и Козевин обвинялись в призывах к массовым беспорядкам (часть 3 статьи 212 УК РФ) и применении насилия в отношении представителя власти (часть 2 статьи 318).
В ноябре 2010 года в Смоленске в доме активистки и жены члена исполкома партии «Другая Россия» Сергея Фомченкова Таисии Осиповой прошёл обыск, при котором были обнаружены 5 свёртков с наркотическим веществом и меченая 500-рублевая купюра. Осипова была арестована. Она утверждала, что наркотики были ей подброшены. Уголовное дело по обвинению в сбыте наркотиков было возбуждено следователем отдела № 2 СУ при УВД г. Смоленска Ивановой С. А. 1 ноября 2010 г. на основании показаний «засекреченного» свидетеля (псевдоним «Тимченкова Л. И.»), о, якобы, покупке ею наркотических веществ у Осиповой. Каждый раз эти вещества у «Тимченковой» «изымались» оперативниками Центра по противодействию экстремизму (ЦПЭ) и ОРЧ-2 УВД Смоленской области. 29 декабря 2011 года Заднепровским районным судом города Смоленска Осипова была приговорена к 10 годам лишения свободы.

## Руководство
Руководство партией осуществляет исполнительный комитет партии и его председатель. На учредительном съезде в исполком были избраны:
- Александр Аверин
- Сергей Аксенов;
- Алексей Волынец;
- Андрей Дмитриев;
- Эдуард Лимонов — председатель исполкома партии;
- Андрей Сковородников;
- Сергей Фомченков.

26 марта 2016 года Эдуард Лимонов сложил свои полномочия, назначив исполнять обязанности руководителя партии Алексея Волынца, Александра Аверина и Андрея Дмитриева.

## Мнения
В основном эксперты[кто?] скептически относятся к инициативе Лимонова и не считают, что у партии есть какие-либо шансы как зарегистрироваться, так и показать хороший результат на выборах.
Бывший активист НБП Сергей Соловей расценивает «Другую Россию» как неудачную (поскольку сторонников ДР всё равно продолжат называть нацболами или лимоновцами) попытку избавиться от клейма национал-большевистской идеологии (мешающей сотрудничеству с наиболее радикальными из либералов), которой Лимонов якобы стыдится и не следует.
Александр Дугин считает создание «Другой России» окончательным отказом от национал-большевизма и переходом к оппортунизму. При этом идеология, представленная президентско-парламентской программой, является лишь формальной видимостью. По мнению Дугина, ДР зависима от Невзлина и от либерального крыла «Единой России».

## «Другая Россия» и война на Украине
С начала Евромайдана в Киеве в 2013 году, партия «Другая Россия» поддержала сторонников Антимайдана, а после — противников новой украинской власти в конфликте на востоке страны.

На Украине продолжают развиваться драматические события. Фактически, в стране идет гражданская война. В связи с этим партия обязана заявить свою позицию. Заявляем.
Во внутриукраинском противостоянии мы ясно видим две стороны. На одной: западенцы-бандеровцы, генерал Власов, войска СС и Виктория Нуланд из Госдепартамента США. На другой традиционно тяготеющая к России Восточная и Южная Украина, город русской славы Севастополь и герои войны подпольщики Олег Кошевой и Сергей Тюленин.
В этой ситуации мы однозначно принимаем сторону своих — русских, а не чужих — «немцев». Все остальное от лукавого.

«Россия — всё, остальное — ничто!»— Заявление партии «Другая Россия», 21.02.2014
Партией «Другая Россия» было образовано добровольческое движение «Интербригады», через которое для поддержки ДНР и ЛНР в военном конфликте было переправлено в Донбасс около 2 тыс. добровольцев из России и других стран.
В ходе боевых действий в Донбассе погибли члены партии «Другая Россия», воевавшие на стороне ДНР и ЛНР — Евгений Павленко и Илья Гурьев. Также партия «Другая Россия» занимаются сбором снаряжения для военного и гражданского населения. В августе 2022 в Донбассе подорвалась на противопехотной мине активистка Земфира Сулейманова. В июне 2023 погиб один из лидеров пермской ячейки Андрей Келлер.

## Акции
11 апреля 2024 в Санкт-Петербурге возле МВД по делам миграции участниками Другой России была проведена акция против неконтролируемого ввоза иностранцев. Активисты с флагами, раздавая листовки прохожим, зачитали обращение с требованиями привлечь к ответственности вице-премьера Марата Хуснуллина, олигархов Араза и Эмина Агаларовых, главу МВД Владимира Колокольцева как ответственных за беспредел, происходящий в данной сфере.
2 июня 2025 в Москве активист «Другой России», с возгласом «вали к своему брату предателю из России!», облил кефиром обозревателя канала «Соловьев Live» Бориса Якеменко.